# Povijest Nikaragve
Povijest Nikaragve je povijest prostora današnje Nikaragve od pretkolumbovskog razdoblja do danas.

## Povijest
Prije dolaska Europljana na području Nikaragve živjela su indijanska plemena. Prema najbrojnijem među njima, plemenu Nicarao država je i dobila ime (nicarao + agua, španj. "voda").
Obale Nikaragve ugledao je Kristofor Kolumbo na svom posljednjem putovanju 1502. godine. Godine 1522. španjolski konkvistador Gil González de Ávila započinje osvajanja Nikaragve. Nakon osvajanja Nikaragva biva pripojena u Generalni kapetanat Gvatemala, koji je obuhvaćao cijelu Srednju Ameriku i dio Meksika.
Nikaragva neovisnost stječe 1821. godine. Godinu dana nakon ulaze u Prvom Meksičkom Carstvu. Priključuje se 1838. u Ujedinjenim pokrajinama Srednje Amerike, nakon čega postaje samostalna republika 1854. Zbog dobrog zemljopisnog položaja država je bila na meti susjednih država koje su pokušavale priključiti dijelove njihova područja sebi.
Od samih početaka nacionalne povijesti prostor Nikaragve je bio područje strateških, političkih i komercijalnih interesa Sjedinjenih Američkih Država. Država je preživjela vojne intervencije SAD-a i dulje periode vojne diktature. Od 1927. do 1933. traje gerilski rat protiv američke vojske predvođen Augustom Césarom Sandinom. Sandinisti ipak nisu mogli nadvladati Nacionalnu gardu. Anastasio Somoza García je od 1937. do 1947. vladao kao diktator. Na vlasti je bio ponovno od 1950. do 1956.
U ožujku 1978. počinje oružani ustanak Sandinista. Njihova vlada je uspostavljena je 18. srpnja 1979. Sukobi unutar koalicije doveli su do stanja u kojem je moć prigrabio Daniel Ortega te je izabran za predsjednika 1984. Ortega i njegovi sljedbenici sandinisti poduzeli su niz ambicioznih socijalnih reformi. Ubrzo nakon toga izbija građanski rat u kojem su Sjedinjene Američke Države pomagale pobunjenike zvane "kontraši".
1990. su održani višestranački izbori, nakon kojih počinje uglavnom mirno razdoblje. Na tim izborima pobjeđuje koalicija Nacionalni opozicijski savez i predsjednicom postaje Violeta Barrios de Chamorro. Od 2007. godine predsjednik je Daniel Ortega te je reizabran ponovno 2011.

## Daljnje čitanje
- Gioconda Belli. (2001). El País Bajo mi Piel
- Belli, Humberto. (1985). Breaking Faith: The Sandinista Revolution and Its Impact on Freedom and Christian Faith in Nicaragua. Crossway Books/The Puebla Institute. ISBN 978-0-89107-359-8
- Bermudez, Enrique, The Contras' Valley Forge: How I View the Nicaraguan Crisis, Policy Review magazine, The Heritage Foundation, Summer 1988.
- Christian, Shirley. Nicaragua, Revolution In the Family. New York: Vintage Books, 1986. ISBN 978-0-394-74457-5
- Cox, Jack. Requiem in the Tropics: Inside Central America. UCA Books, 1987. ISBN 978-0-937047-05-7
- Kagan, Robert. 1996. Twilight Struggle: American Power and Nicaragua, 1977-1990. The Free Press. New York. ISBN 0-02-874057-2

## Vanjske poveznice
|  | Zajednički poslužitelj ima još gradiva o temi Povijest Nikaragve |